# Wolfgang Petry/Diskografie
Diese Diskografie ist eine Übersicht über die musikalischen Werke des deutschen Schlagersängers Wolfgang Petry. Den Quellenangaben zufolge hat er bisher mehr als 18 Millionen Tonträger verkauft, davon den Schallplattenauszeichnungen zufolge mehr als 8,7 Millionen in seiner Heimat, womit er zu den Interpreten mit den meisten verkauften Tonträgern des Landes zählt.
Seine erfolgreichste Veröffentlichung ist die Kompilation Alles mit über 2,1 Millionen verkauften Einheiten. Das Album verkaufte sich alleine in Deutschland über zwei Millionen Mal und zählt somit zu den meistverkauften Musikalben des Landes. Das Gleiche gilt für das Studioalbum Nie genug (eine Million verkaufte Einheiten), das in Deutschland ebenfalls zum Millionenseller avancierte. Die Singleveröffentlichung Die längste Single der Welt zählt mit über einer Million verkauften Einheiten nicht nur zu den meistverkauften deutschsprachigen Schlagern in Deutschland, sondern allgemein zu den meistverkauften Singles des Landes. Mit ihren 83 Wochen war sie, zwischen dem 16. März 1998 und 19. Februar 2009, zudem Rekord-Dauerbrenner in den deutschen Singlecharts.
Bei der Diskografie ist zu berücksichtigen, dass sie sich auf offizielle Tonträger beschränkt. Daneben erschienen auch Labelveröffentlichungen, vor allem Kompilationen. Tonträger, die nicht durch die offiziellen Musiklabels erschienen, wurden nur berücksichtigt, wenn diese Chartplatzierungen oder Verkäufe nachweisen können und somit zum kommerziellen Erfolg beitrugen.

## Alben

### Studioalben
| Jahr | Titel Musiklabel                                                     | Höchstplatzierung, Gesamtwochen, AuszeichnungChartplatzierungen (Jahr, Titel, Musiklabel, Platzierungen, Wochen, Auszeichnungen, Anmerkungen) | Höchstplatzierung, Gesamtwochen, AuszeichnungChartplatzierungen (Jahr, Titel, Musiklabel, Platzierungen, Wochen, Auszeichnungen, Anmerkungen) | Höchstplatzierung, Gesamtwochen, AuszeichnungChartplatzierungen (Jahr, Titel, Musiklabel, Platzierungen, Wochen, Auszeichnungen, Anmerkungen) | Anmerkungen                                                  |
| Jahr | Titel Musiklabel                                                     | DE | AT | CH | Anmerkungen                                                  |
| ---- | -------------------------------------------------------------------- | --- | --- | --- | ------------------------------------------------------------ |
| 1976 | Ein Freund – Ein Mann Hansa Records (Ariola)                         | — | — | — | Erstveröffentlichung: Dezember 1976                          |
| 1979 | Zweisaitig Hansa Records (Ariola)                                    | — | — | — | Erstveröffentlichung: Mai 1979                               |
| 1981 | Einfach leben Coconut Records (Ariola)                               | — | — | — | Erstveröffentlichung: September 1981                         |
| 1983 | Wahnsinn Coconut Records (Ariola)                                    | — | — | — | Erstveröffentlichung: Juli 1983                              |
| 1985 | Rauhe Wege Intercord (IRS)                                           | — | — | — | Erstveröffentlichung: Februar 1985                           |
| 1987 | Mit offenen Armen Intercord (IRS)                                    | — | — | — | Erstveröffentlichung: Februar 1987                           |
| 1988 | Manche mögen’s heiß Electrola (EMI)                                  | — | — | — | Erstveröffentlichung: September 1988                         |
| 1991 | Wo ist das Problem? Electrola (EMI)                                  | — | — | — | Erstveröffentlichung: Februar 1991                           |
| 1992 | Verlieben, verloren, vergessen, verzeih’n Hansa Records (BMG Ariola) | DE45 Gold · (10 Wo.)DE | — | — | Erstveröffentlichung: 22. Juni 1992 Verkäufe: + 250.000      |
| 1993 | Sehnsucht nach dir Hansa Records (BMG Ariola)                        | DE70 (8 Wo.)DE | — | — | Erstveröffentlichung: 22. November 1993                      |
| 1994 | Frei für dich Hansa Records (BMG Ariola)                             | DE21 (15 Wo.)DE | — | — | Erstveröffentlichung: 30. September 1994                     |
| 1995 | Egal Hansa Records (BMG Ariola)                                      | DE25 (11 Wo.)DE | — | — | Erstveröffentlichung: 22. September 1995                     |
| 1997 | Nie genug Na klar! Records (BMG Ariola)                              | DE2 ×2Doppelplatin · (64 Wo.)DE | AT13 Gold · (16 Wo.)AT | CH16 Gold · (10 Wo.)CH | Erstveröffentlichung: 25. August 1997 Verkäufe: + 1.050.000  |
| 1998 | Einfach geil! Na klar! Records (BMG Ariola)                          | DE1 ×3Dreifachgold · (33 Wo.)DE | AT14 (8 Wo.)AT | CH21 Gold · (6 Wo.)CH | Erstveröffentlichung: 1. Oktober 1998 Verkäufe: + 775.000    |
| 2000 | Konkret Na klar! Records (BMG Ariola)                                | DE1 ×3Dreifachgold · (27 Wo.)DE | AT32 (9 Wo.)AT | CH33 (11 Wo.)CH | Erstveröffentlichung: 19. Juni 2000 Verkäufe: + 450.000      |
| 2001 | Achterbahn Na klar! Records (BMG Ariola)                             | DE2 Gold · (15 Wo.)DE | AT52 (3 Wo.)AT | CH63 (2 Wo.)CH | Erstveröffentlichung: 1. Oktober 2001 Verkäufe: + 150.000    |
| 2003 | Kein Grund zur Panik Na klar! Records (BMG Ariola)                   | DE5 Gold · (11 Wo.)DE | — | — | Erstveröffentlichung: 22. September 2003 Verkäufe: + 100.000 |
| 2004 | Typisch Na klar! Records (BMG Ariola)                                | DE11 Gold · (10 Wo.)DE | — | — | Erstveröffentlichung: 25. Oktober 2004 Verkäufe: + 100.000   |
| 2005 | Ich bin ene kölsche Jung Na klar! Records (Sony BMG)                 | DE40 (3 Wo.)DE | — | — | Erstveröffentlichung: 26. September 2005                     |
| 2006 | Meine Lieblingslieder Na klar! Records (Sony BMG)                    | DE81 (1 Wo.)DE | — | — | Erstveröffentlichung: 7. Juni 2006                           |
| 2015 | Brandneu Na klar! Records (Sony)                                     | DE1 (11 Wo.)DE | AT38 (1 Wo.)AT | CH54 (1 Wo.)CH | Erstveröffentlichung: 27. Februar 2015                       |
| 2018 | Genau jetzt! Na klar! Records (Sony)                                 | DE3 (11 Wo.)DE | AT44 (1 Wo.)AT | CH60 (1 Wo.)CH | Erstveröffentlichung: 30. November 2018                      |
| 2021 | Auf das Leben Na klar! Records (Sony)                                | DE2 (13 Wo.)DE | AT9 (2 Wo.)AT | CH17 (3 Wo.)CH | Erstveröffentlichung: 24. September 2021                     |
| 2023 | Stark wie wir Na klar! Records (Sony)                                | DE4 (6 Wo.)DE | AT11 (1 Wo.)AT | CH26 (1 Wo.)CH | Erstveröffentlichung: 3. März 2023                           |

grau schraffiert: keine Chartdaten aus diesem Jahr verfügbar

### Livealben
| Jahr | Titel Musiklabel                                                      | Höchstplatzierung, Gesamtwochen, AuszeichnungChartplatzierungen (Jahr, Titel, Musiklabel, Platzierungen, Wochen, Auszeichnungen, Anmerkungen) | Höchstplatzierung, Gesamtwochen, AuszeichnungChartplatzierungen (Jahr, Titel, Musiklabel, Platzierungen, Wochen, Auszeichnungen, Anmerkungen) | Höchstplatzierung, Gesamtwochen, AuszeichnungChartplatzierungen (Jahr, Titel, Musiklabel, Platzierungen, Wochen, Auszeichnungen, Anmerkungen) | Anmerkungen                                              |
| Jahr | Titel Musiklabel                                                      | DE | AT | CH | Anmerkungen                                              |
| ---- | --------------------------------------------------------------------- | --- | --- | --- | -------------------------------------------------------- |
| 1999 | Alles – Live Na klar! Records (BMG Ariola)                            | DE2 Gold · (26 Wo.)DE | AT26 (13 Wo.)AT | CH31 (7 Wo.)CH | Erstveröffentlichung: 9. August 1999 Verkäufe: + 250.000 |
| 2007 | Das letzte Konzert – Live – Einfach geil! Na klar! Records (Sony BMG) | DE54 (3 Wo.)DE | — | — | Erstveröffentlichung: 12. Oktober 2007                   |

### Kompilationen
| Jahr | Titel Musiklabel                                                    | Höchstplatzierung, Gesamtwochen, AuszeichnungChartplatzierungen (Jahr, Titel, Musiklabel, Platzierungen, Wochen, Auszeichnungen, Anmerkungen) | Höchstplatzierung, Gesamtwochen, AuszeichnungChartplatzierungen (Jahr, Titel, Musiklabel, Platzierungen, Wochen, Auszeichnungen, Anmerkungen) | Höchstplatzierung, Gesamtwochen, AuszeichnungChartplatzierungen (Jahr, Titel, Musiklabel, Platzierungen, Wochen, Auszeichnungen, Anmerkungen) | Anmerkungen                                                  |
| Jahr | Titel Musiklabel                                                    | DE | AT | CH | Anmerkungen                                                  |
| ---- | ------------------------------------------------------------------- | --- | --- | --- | ------------------------------------------------------------ |
| 1980 | Ganz oder gar nicht Hansa Records (Ariola)                          | DE— PlatinDE | — | — | Erstveröffentlichung: November 1980 Verkäufe: + 500.000      |
| 1982 | Der Himmel brennt Coconut Records (Ariola)                          | — | — | — | Erstveröffentlichung: November 1982                          |
| 1992 | Meine größten Erfolge Coconut Records (BMG Ariola)                  | — | — | — | Erstveröffentlichung: 13. April 1992                         |
| 1996 | Alles Hansa Records (BMG Ariola)                                    | DE1 ×4Vierfachplatin · (170 Wo.)DE | AT9 Platin · (16 Wo.)AT | CH29 Platin · (10 Wo.)CH | Erstveröffentlichung: 26. August 1996 Verkäufe: + 2.100.000  |
| 1996 | Das Beste von ’76-’84 Coconut Records (Ariola)                      | DE89 (2 Wo.)DE | — | — | Erstveröffentlichung: November 1996                          |
| 1997 | Das Beste von ’84-’87 Polystar (Polygram)                           | DE36 (9 Wo.)DE | — | — | Erstveröffentlichung: 27. November 1997                      |
| 2002 | Alles 2 Na klar! Records (BMG Ariola)                               | DE10 Gold · (13 Wo.)DE | — | — | Erstveröffentlichung: 4. November 2002 Verkäufe: + 150.000   |
| 2005 | Die längste Single der Welt – Das Album Na klar! Records (Sony BMG) | DE32 (5 Wo.)DE | — | — | Erstveröffentlichung: 4. April 2005                          |
| 2005 | … Doppelt stark!!! Na klar! Records (Sony BMG)                      | — | — | — | Erstveröffentlichung: 9. Mai 2005                            |
| 2006 | 30 Jahre Na klar! Records (Sony BMG)                                | DE8 Gold · (19 Wo.)DE | AT74 (1 Wo.)AT | CH64 (4 Wo.)CH | Erstveröffentlichung: 22. September 2006 Verkäufe: + 100.000 |
| 2007 | Seine schönsten Balladen Na klar! Records (Sony BMG)                | — | — | — | Erstveröffentlichung: 14. September 2007                     |
| 2008 | Freude (einfach das Beste) Na klar! Records (Sony BMG)              | — | — | — | Erstveröffentlichung: 26. September 2008                     |
| 2011 | Unschlagbar – Die größten Hits Na klar! Records (Sony)              | DE64 (3 Wo.)DE | — | CH94 (1 Wo.)CH | Erstveröffentlichung: 16. September 2011                     |
| 2016 | 40 Jahre – 40 Hits Na klar! Records (Sony)                          | DE2 Gold · (9 Wo.)DE | AT8 (6 Wo.)AT | CH8 (6 Wo.)CH | Erstveröffentlichung: 4. März 2016 Verkäufe: + 100.000       |
| 2018 | Wahnsinn! – Das Musical Na klar! Records (Sony)                     | DE45 (1 Wo.)DE | — | — | Erstveröffentlichung: 6. April 2018                          |

grau schraffiert: keine Chartdaten aus diesem Jahr verfügbar

### Remixalben
| Jahr | Titel Musiklabel                                               | Höchstplatzierung, Gesamtwochen, AuszeichnungChartplatzierungen (Jahr, Titel, Musiklabel, Platzierungen, Wochen, Auszeichnungen, Anmerkungen) | Höchstplatzierung, Gesamtwochen, AuszeichnungChartplatzierungen (Jahr, Titel, Musiklabel, Platzierungen, Wochen, Auszeichnungen, Anmerkungen) | Höchstplatzierung, Gesamtwochen, AuszeichnungChartplatzierungen (Jahr, Titel, Musiklabel, Platzierungen, Wochen, Auszeichnungen, Anmerkungen) | Anmerkungen                                                |
| Jahr | Titel Musiklabel                                               | DE | AT | CH | Anmerkungen                                                |
| ---- | -------------------------------------------------------------- | --- | --- | --- | ---------------------------------------------------------- |
| 2008 | Alles Maxi – Seine größten Erfolge Na klar! Records (Sony BMG) | — | — | — | Erstveröffentlichung: 16. Mai 2008                         |
| 2014 | Einmal noch! Na klar! Records (Sony)                           | DE1 Gold · (12 Wo.)DE | AT13 (3 Wo.)AT | CH54 (4 Wo.)CH | Erstveröffentlichung: 21. Februar 2014 Verkäufe: + 100.000 |
| 2014 | Wolle’s fröhliche Weihnachten Na klar! Records (Sony)          | — | — | — | Erstveröffentlichung: 7. November 2014                     |
| 2020 | Einmal noch 2 Sony Music (Sony)                                | DE23 (3 Wo.)DE | — | — | Erstveröffentlichung: 23. Oktober 2020                     |

### Weihnachtsalben
| Jahr | Titel Musiklabel                                   | Höchstplatzierung, Gesamtwochen, AuszeichnungChartplatzierungen (Jahr, Titel, Musiklabel, Platzierungen, Wochen, Auszeichnungen, Anmerkungen) | Höchstplatzierung, Gesamtwochen, AuszeichnungChartplatzierungen (Jahr, Titel, Musiklabel, Platzierungen, Wochen, Auszeichnungen, Anmerkungen) | Höchstplatzierung, Gesamtwochen, AuszeichnungChartplatzierungen (Jahr, Titel, Musiklabel, Platzierungen, Wochen, Auszeichnungen, Anmerkungen) | Anmerkungen                                                 |
| Jahr | Titel Musiklabel                                   | DE | AT | CH | Anmerkungen                                                 |
| ---- | -------------------------------------------------- | --- | --- | --- | ----------------------------------------------------------- |
| 1998 | Freude! Na klar! Records (BMG Ariola)              | DE5 Platin · (8 Wo.)DE | — | — | Erstveröffentlichung: 1998 Verkäufe: + 500.000              |
| 2000 | Freude! 2 Na klar! Records (BMG Ariola)            | DE18 Gold · (4 Wo.)DE | — | — | Erstveröffentlichung: 27. November 2000 Verkäufe: + 150.000 |
| 2004 | Freudige Weihnachten Na klar! Records (BMG Ariola) | DE57 (6 Wo.)DE | — | — | Erstveröffentlichung: 15. November 2004                     |
| 2023 | Immer wenn es schneit Sony Music (Sony)            | DE13 (5 Wo.)DE | — | — | Erstveröffentlichung: 3. November 2023                      |

### Tributealben
| Jahr | Titel Musiklabel                          | Höchstplatzierung, Gesamtwochen, AuszeichnungChartplatzierungen (Jahr, Titel, Musiklabel, Platzierungen, Wochen, Auszeichnungen, Anmerkungen) | Höchstplatzierung, Gesamtwochen, AuszeichnungChartplatzierungen (Jahr, Titel, Musiklabel, Platzierungen, Wochen, Auszeichnungen, Anmerkungen) | Höchstplatzierung, Gesamtwochen, AuszeichnungChartplatzierungen (Jahr, Titel, Musiklabel, Platzierungen, Wochen, Auszeichnungen, Anmerkungen) | Anmerkungen                            |
| Jahr | Titel Musiklabel                          | DE | AT | CH | Anmerkungen                            |
| ---- | ----------------------------------------- | --- | --- | --- | -------------------------------------- |
| 2016 | Die Jahre mit dir Na klar! Records (Sony) | DE55 (1 Wo.)DE | — | — | Erstveröffentlichung: 28. Oktober 2016 |

## Singles

### Als Leadmusiker
| Jahr | Titel Album                                                                                                | Höchstplatzierung, Gesamtwochen, AuszeichnungChartplatzierungen (Jahr, Titel, Album, Platzierungen, Wochen, Auszeichnungen, Anmerkungen) | Höchstplatzierung, Gesamtwochen, AuszeichnungChartplatzierungen (Jahr, Titel, Album, Platzierungen, Wochen, Auszeichnungen, Anmerkungen) | Höchstplatzierung, Gesamtwochen, AuszeichnungChartplatzierungen (Jahr, Titel, Album, Platzierungen, Wochen, Auszeichnungen, Anmerkungen) | Anmerkungen                                                                                                  |
| Jahr | Titel Album                                                                                                | DE | AT | CH | Anmerkungen                                                                                                  |
| ---- | --- | --- | --- | --- | --- |
| 1976 | Sommer in der Stadt Ein Freund – Ein Mann                                                                  | DE12 (21 Wo.)DE | — | — | Erstveröffentlichung: 21. Juni 1976                                                                          |
| 1977 | Jeder Freund ist auch ein Mann Ein Freund – Ein Mann                                                       | DE36 (3 Wo.)DE | — | — | Erstveröffentlichung: 30. Januar 1977                                                                        |
| 1977 | Ein ganz normaler Tag –                                                                                    | DE43 (2 Wo.)DE | — | — | Erstveröffentlichung: 19. Mai 1977                                                                           |
| 1977 | Ruby Zweisaitig                                                                                            | — | — | — | Erstveröffentlichung: 31. Oktober 1977                                                                       |
| 1978 | Ich trinke nie mehr Tequila Zweisaitig                                                                     | — | — | — | Erstveröffentlichung: 27. Januar 1978                                                                        |
| 1978 | Gianna (Liebe im Auto) Zweisaitig                                                                          | DE17 (19 Wo.)DE | — | — | Erstveröffentlichung: 17. Juni 1978                                                                          |
| 1979 | Und w-w-wer küßt mich? Zweisaitig                                                                          | — | — | — | Erstveröffentlichung: 28. Februar 1979 Original: Band – She’s Gonna Win                                      |
| 1979 | Wenn ich geh’ Zweisaitig                                                                                   | DE30 (13 Wo.)DE | — | — | Erstveröffentlichung: 31. Mai 1979                                                                           |
| 1979 | Denn ist einmal die Luft raus (ist alles zu spät) Dä Kähl kritt kein Luff mie (Kölsche Version) Zweisaitig | — | — | — | Erstveröffentlichung: 27. September 1979 (DE-Version) Erstveröffentlichung: 28. September 1979 (KSH-Version) |
| 1980 | Mein Zuhaus Ganz oder gar nicht                                                                            | — | — | — | Erstveröffentlichung: 24. März 1980 Original: Oliver Onions – Tomorrow Is Today                              |
| 1980 | Ganz oder gar nicht                                                                                        | DE27 (14 Wo.)DE | — | — | Erstveröffentlichung: 30. September 1980 Original: Secret Service – Ten O’Clock Postman                      |
| 1981 | Je-si-ca –                                                                                                 | DE34 (8 Wo.)DE | — | — | Erstveröffentlichung: 6. März 1981 Original: Secret Service – Ye-si-ca                                       |
| 1981 | Tu’s doch! Einfach leben                                                                                   | DE32 (10 Wo.)DE | — | — | Erstveröffentlichung: 27. August 1981                                                                        |
| 1981 | Ich geh’ mit dir Einfach leben                                                                             | DE48 (10 Wo.)DE | — | — | Erstveröffentlichung: 3. Dezember 1981                                                                       |
| 1982 | Der Himmel brennt Wahnsinn                                                                                 | DE13 (17 Wo.)DE | — | — | Erstveröffentlichung: 14. Mai 1982                                                                           |
| 1983 | Wahnsinn                                                                                                   | DE36 (15 Wo.)DE | — | — | Erstveröffentlichung: 1. April 1983                                                                          |
| 1983 | Gnadenlos –                                                                                                | — | — | — | Erstveröffentlichung: 18. Dezember 1983                                                                      |
| 1984 | Die vierte Dimension Wahnsinn                                                                              | — | — | — | Erstveröffentlichung: 28. Januar 1984                                                                        |
| 1984 | Was macht der Teufel (wenn wir uns lieben) Wahnsinn                                                        | — | — | — | Erstveröffentlichung: 19. Mai 1984                                                                           |
| 1984 | Hallelujah mach’s gut (steck dir mein Herz an den Hut) Rauhe Wege                                          | — | — | — | Erstveröffentlichung: 12. August 1984                                                                        |
| 1984 | Hey Sie … sind Sie noch dran? Rauhe Wege                                                                   | — | — | — | Erstveröffentlichung: 7. Dezember 1984                                                                       |
| 1986 | Ich brauch’ ’ne Dosis Liebe Mit offenen Armen                                                              | — | — | — | Erstveröffentlichung: September 1986                                                                         |
| 1987 | Willkommen auf der Sonnenbank Mit offenen Armen                                                            | — | — | — | Erstveröffentlichung: Februar 1987                                                                           |
| 1987 | Fliegen ist schöner Manche mögen’s heiß                                                                    | — | — | — | Erstveröffentlichung: September 1987                                                                         |
| 1988 | Manche mögen’s heiß                                                                                        | — | — | — | Erstveröffentlichung: September 1988                                                                         |
| 1989 | Einmal mit Dir Manche mögen’s heiß                                                                         | — | — | — | Erstveröffentlichung: Februar 1989                                                                           |
| 1989 | Nur ein kleines Stück Papier Manche mögen’s heiß                                                           | — | — | — | Erstveröffentlichung: Juli 1989                                                                              |
| 1991 | Auf den Mond schießen (hinterherfliegen) Wo ist das Problem?                                               | — | — | — | Erstveröffentlichung: Februar 1991                                                                           |
| 1992 | Verlieben, verloren, vergessen, verzeih’n                                                                  | DE28 Gold · (20 Wo.)DE | — | — | Erstveröffentlichung: Januar 1992 Verkäufe: + 250.000                                                        |
| 1992 | Wieso und weshalb … Verlieben, verloren, vergessen, verzeih’n                                              | DE43 (8 Wo.)DE | — | — | Erstveröffentlichung: Juli 1992                                                                              |
| 1992 | Du bist ein Wunder Verlieben, verloren, vergessen, verzeih’n                                               | DE78 (8 Wo.)DE | — | — | Erstveröffentlichung: November 1992                                                                          |
| 1993 | Sehnsucht nach Dir                                                                                         | DE63 (10 Wo.)DE | — | — | Erstveröffentlichung: August 1993                                                                            |
| 1994 | Ich will noch mehr Sehnsucht nach Dir                                                                      | DE95 (4 Wo.)DE | — | — | Erstveröffentlichung: Februar 1994                                                                           |
| 1994 | Denn eines Tages vielleicht Frei für dich                                                                  | DE82 (3 Wo.)DE | — | — | Erstveröffentlichung: Juni 1994                                                                              |
| 1994 | Frei für dich                                                                                              | DE100 (1 Wo.)DE | — | — | Erstveröffentlichung: August 1994                                                                            |
| 1994 | Sieben Tage, sieben Nächte Frei für dich                                                                   | — | — | — | Erstveröffentlichung: November 1994                                                                          |
| 1995 | Jede Menge Liebe Frei für dich                                                                             | — | — | — | Erstveröffentlichung: April 1995                                                                             |
| 1995 | Scheißegal Egal                                                                                            | — | — | — | Erstveröffentlichung: 18. August 1995                                                                        |
| 1996 | Bronze, Silber und Gold Egal                                                                               | DE82 (7 Wo.)DE | — | — | Erstveröffentlichung: 22. Januar 1996                                                                        |
| 1996 | Die längste Single der Welt –                                                                              | DE7 ×2Doppelplatin · (83 Wo.)DE | — | — | Erstveröffentlichung: 11. November 1996 Verkäufe: + 1.000.000                                                |
| 1997 | Weiber Nie genug                                                                                           | DE38 (12 Wo.)DE | — | — | Erstveröffentlichung: 26. Mai 1997                                                                           |
| 1997 | Augen zu und durch Nie genug                                                                               | DE53 (8 Wo.)DE | — | — | Erstveröffentlichung: 8. September 1997                                                                      |
| 1997 | Ruhrgebiet Sehnsucht nach Dir                                                                              | — | — | — | Erstveröffentlichung: 15. September 1997                                                                     |
| 1997 | Auf den Mond schießen ’98 –                                                                                | — | — | — | Erstveröffentlichung: 1997                                                                                   |
| 1998 | Weiß der Geier Nie genug                                                                                   | DE73 Gold · (4 Wo.)DE | — | — | Erstveröffentlichung: 12. Januar 1998 Verkäufe: + 300.000                                                    |
| 1998 | So ein Schwein… Einfach geil!                                                                              | DE34 (5 Wo.)DE | — | — | Erstveröffentlichung: 21. September 1998                                                                     |
| 1999 | Die längste Single der Welt – Teil 2 –                                                                     | DE2 Platin · (17 Wo.)DE | — | CH47 (1 Wo.)CH | Erstveröffentlichung: 18. Januar 1999 Verkäufe: + 500.000                                                    |
| 1999 | Geil, geil, geil (Wir sind die Größten) Einfach geil!                                                      | — | — | — | Erstveröffentlichung: 25. Januar 1999                                                                        |
| 1999 | Live ’99 – Die Single Alles – Live                                                                         | DE73 (5 Wo.)DE | — | — | Erstveröffentlichung: 1999                                                                                   |
| 2000 | Da geht mir voll einer ab Konkret                                                                          | DE30 (7 Wo.)DE | — | — | Erstveröffentlichung: 8. Mai 2000                                                                            |
| 2000 | Das steh’n wir durch Konkret                                                                               | — | — | — | Erstveröffentlichung: 7. August 2000                                                                         |
| 2000 | Nichts von alledem Konkret                                                                                 | — | — | — | Erstveröffentlichung: 23. Oktober 2000                                                                       |
| 2001 | Ich will mehr Achterbahn                                                                                   | DE32 (4 Wo.)DE | — | — | Erstveröffentlichung: 17. September 2001                                                                     |
| 2001 | Die längste Single der Welt – Teil 3 –                                                                     | DE15 (9 Wo.)DE | — | — | Erstveröffentlichung: 3. Dezember 2001                                                                       |
| 2002 | Co-Co (ho chi kaka ho) Alles 2                                                                             | DE22 (9 Wo.)DE | — | — | Erstveröffentlichung: 30. September 2002 Original: The Sweet – Co-Co                                         |
| 2003 | Kein Grund zur Panik                                                                                       | DE43 (5 Wo.)DE | — | — | Erstveröffentlichung: 1. September 2003                                                                      |
| 2003 | Glaubst du ich bin blöd Kein Grund zur Panik                                                               | DE95 (1 Wo.)DE | — | — | Erstveröffentlichung: 3. November 2003                                                                       |
| 2014 | Einmal noch                                                                                                | DE90 (1 Wo.)DE | — | — | Erstveröffentlichung: 7. Februar 2014                                                                        |
| 2014 | Da sind diese Augen Einmal noch                                                                            | — | — | — | Erstveröffentlichung: 11. April 2014                                                                         |
| 2015 | Brandneu                                                                                                   | — | — | — | Erstveröffentlichung: 13. Februar 2015                                                                       |
| 2018 | Der Wahnsinn Musical Hitmix 2018 Wahnsinn! – Das Musical                                                   | — | — | — | Erstveröffentlichung: 9. Februar 2018                                                                        |
| 2018 | Wo sind denn all die Helden Genau jetzt!                                                                   | — | — | — | Erstveröffentlichung: 12. Oktober 2018                                                                       |
| 2018 | Wir machens nochmal Genau jetzt!                                                                           | — | — | — | Erstveröffentlichung: 9. November 2018                                                                       |
| 2021 | Kämpfer Auf das Leben                                                                                      | — | — | — | Erstveröffentlichung: 25. Juni 2021                                                                          |
| 2021 | Ich heiß Freiheit Auf das Leben                                                                            | — | — | — | Erstveröffentlichung: 10. September 2021                                                                     |
| 2022 | Sinn des Lebens Auf das Leben                                                                              | — | — | — | Erstveröffentlichung: 28. Januar 2022                                                                        |
| 2022 | Du gehörst zu mir und ich gehör zu dir Stark wie wir                                                       | — | — | — | Erstveröffentlichung: 18. November 2022                                                                      |
| 2023 | Gib mein Herz zurück Stark wie wir                                                                         | — | — | — | Erstveröffentlichung: 20. Januar 2023                                                                        |
| 2023 | Nikolaus trägt Badehose Immer wenn es schneit                                                              | — | — | — | Erstveröffentlichung: 4. August 2023 feat. DJ Nik-O-Laus                                                     |
| 2023 | Immer wenn es schneit                                                                                      | — | — | — | Erstveröffentlichung: 20. Oktober 2023                                                                       |
| 2024 | So geht Leben Stark wie wir                                                                                | — | — | — | Erstveröffentlichung: 6. September 2024                                                                      |

### Als Gastmusiker
| Jahr | Titel Album                                                                             | Anmerkungen                                                                 |
| ---- | --------------------------------------------------------------------------------------- | --------------------------------------------------------------------------- |
| 1993 | Wer die Augen schließt (wird nie die Wahrheit seh’n) Lieder für die eine Welt (Sampler) | Erstveröffentlichung: 10. Mai 1993 als Teil von Mut zur Menschlichkeit      |
| 2017 | Was macht der Teufel, wenn wir uns lieben (Remixes) –                                   | Erstveröffentlichung: 27. Oktober 2017 Adam van Hammer feat. Wolfgang Petry |

## Videoalben und Musikvideos

### Videoalben
| Jahr | Titel Musiklabel                                            | Anmerkungen |
| ---- | ----------------------------------------------------------- | --- |
| 1999 | Alles Hansa Records (BMG Ariola)                            | Erstveröffentlichung: 26. August 1996 · Verkäufe: + 25.000; DE: Gold; Verkäufe werden der Kompilation hinzuaddiert |
| 1999 | Alles – Live Na klar! Records (BMG)                         | Erstveröffentlichung: 9. August 1999 Verkäufe werden dem Livealbum hinzuaddiert                                    |
| 2002 | Alles 2 Na klar! Records (BMG)                              | Erstveröffentlichung: 4. November 2002 Verkäufe werden der Kompilation hinzuaddiert                                |
| 2004 | Alles Karaoke Na klar! Records (Sony)                       | Erstveröffentlichung: 29. November 2004 Verkäufe werden Alles hinzuaddiert                                         |
| 2012 | Die große Wolfgang Petry Collection Na klar! Records (Sony) | Erstveröffentlichung: 18. Mai 2012                                                                                 |

### Musikvideos
| Jahr | Titel                                     | Regisseur(e)     |
| ---- | ----------------------------------------- | ---------------- |
| 2014 | Einmal noch                               |                  |
| 2014 | Da sind diese Augen                       |                  |
| 2014 | Rettungsboot                              |                  |
| 2015 | Brandneu                                  |                  |
| 2015 | Tinte (wo willst du hin?)                 |                  |
| 2015 | Spielerfrau                               |                  |
| 2016 | Der Letzte seiner Art                     |                  |
| 2017 | Was macht der Teufel, wenn wir uns lieben |                  |
| 2018 | Wo sind denn all die Helden               | Robert Bröllochs |
| 2018 | Wir machens nochmal                       |                  |
| 2018 | Geh mir aus den Augen                     | Robert Bröllochs |
| 2018 | 80                                        |                  |
| 2021 | Kämpfer                                   |                  |
| 2021 | Ich heiß Freiheit                         |                  |
| 2021 | Rattenscharf                              |                  |
| 2021 | Eine Sekunde                              |                  |
| 2022 | Sinn des Lebens                           |                  |
| 2022 | Du gehörst zu mir und ich gehör zu dir    |                  |
| 2023 | Gib mein Herz zurück                      |                  |

## Autorenbeteiligungen und Produktionen
Wolfgang Petry als Autor und Produzent in den Charts

| Jahr | Titel Interpretation                                     | Höchstplatzierung, Gesamtwochen, AuszeichnungChartplatzierungen (Jahr, Titel, Interpretation, Platzierungen, Wochen, Auszeichnungen, Anmerkungen) | Höchstplatzierung, Gesamtwochen, AuszeichnungChartplatzierungen (Jahr, Titel, Interpretation, Platzierungen, Wochen, Auszeichnungen, Anmerkungen) | Höchstplatzierung, Gesamtwochen, AuszeichnungChartplatzierungen (Jahr, Titel, Interpretation, Platzierungen, Wochen, Auszeichnungen, Anmerkungen) | Anmerkungen                                                          |
| Jahr | Titel Interpretation                                     | DE | AT | CH | Anmerkungen                                                          |
| ---- | -------------------------------------------------------- | --- | --- | --- | -------------------------------------------------------------------- |
| 1992 | Wieso und weshalb … A, P Wolfgang Petry                  | DE43 (8 Wo.)DE | — | — | Erstveröffentlichung: Juli 1992                                      |
| 1992 | Du bist ein Wunder A Wolfgang Petry                      | DE78 (8 Wo.)DE | — | — | Erstveröffentlichung: November 1992                                  |
| 1993 | Sehnsucht nach Dir P Wolfgang Petry                      | DE63 (10 Wo.)DE | — | — | Erstveröffentlichung: August 1993                                    |
| 1994 | Ich will noch mehr A Wolfgang Petry                      | DE95 (4 Wo.)DE | — | — | Erstveröffentlichung: Februar 1994                                   |
| 1994 | Denn eines Tages vielleicht A Wolfgang Petry             | DE82 (3 Wo.)DE | — | — | Erstveröffentlichung: Juni 1994                                      |
| 1996 | Bronze, Silber und Gold P Wolfgang Petry                 | DE82 (7 Wo.)DE | — | — | Erstveröffentlichung: 22. Januar 1996                                |
| 1996 | Die längste Single der Welt A, P Wolfgang Petry          | DE7 ×2Doppelplatin · (83 Wo.)DE | — | — | Erstveröffentlichung: 11. November 1996 Verkäufe: + 1.000.000        |
| 1997 | Weiber A, P Wolfgang Petry                               | DE38 (12 Wo.)DE | — | — | Erstveröffentlichung: 26. Mai 1997                                   |
| 1997 | Augen zu und durch P Wolfgang Petry                      | DE53 (8 Wo.)DE | — | — | Erstveröffentlichung: 8. September 1997                              |
| 1997 | I’ll Be the One A Trademark                              | DE95 (4 Wo.)DE | — | — | Erstveröffentlichung: 8. September 1997                              |
| 1998 | So ein Schwein… P Wolfgang Petry                         | DE34 (5 Wo.)DE | — | — | Erstveröffentlichung: 21. September 1998                             |
| 1999 | Die längste Single der Welt – Teil 2 A, P Wolfgang Petry | DE2 Platin · (17 Wo.)DE | — | CH47 (1 Wo.)CH | Erstveröffentlichung: 18. Januar 1999 Verkäufe: + 500.000            |
| 1999 | Live ’99 – Die Single A Wolfgang Petry                   | DE73 (5 Wo.)DE | — | — | Erstveröffentlichung: 1999                                           |
| 2001 | Ich will mehr A, P Wolfgang Petry                        | DE32 (4 Wo.)DE | — | — | Erstveröffentlichung: 17. September 2001                             |
| 2001 | Die längste Single der Welt – Teil 3 A Wolfgang Petry    | DE15 (9 Wo.)DE | — | — | Erstveröffentlichung: 3. Dezember 2001                               |
| 2002 | Co-Co (ho chi kaka ho) P Wolfgang Petry                  | DE22 (9 Wo.)DE | — | — | Erstveröffentlichung: 30. September 2002 Original: The Sweet – Co-Co |
| 2003 | Kein Grund zur Panik P Wolfgang Petry                    | DE43 (5 Wo.)DE | — | — | Erstveröffentlichung: 1. September 2003                              |
| 2007 | Keiner liebt Dich … A, P Achim Petry                     | DE84 (3 Wo.)DE | — | — | Erstveröffentlichung: 12. Oktober 2007                               |

## Sonderveröffentlichungen

### Alben
| Jahr | Titel Musiklabel     | Anmerkungen                                                |
| ---- | -------------------- | ---------------------------------------------------------- |
| 1984 | Wolfgang Petry Amiga | Erstveröffentlichung: 1984 Veröffentlichung nur in der DDR |

### Lieder
| Jahr | Titel Album                                     | Anmerkungen                                                                      |
| ---- | ----------------------------------------------- | -------------------------------------------------------------------------------- |
| 1993 | Take Me Home, Country Roads Flieg, junger Adler | Erstveröffentlichung: 1993 Tom Astor feat. Wolfgang Petry; Original: John Denver |
| 2014 | Rettungsboot Mittendrin                         | Erstveröffentlichung: 26. September 2014 Achim Petry feat. Wolfgang Petry        |
| 2014 | Tinte (wo willst Du hin?) Mittendrin            | Erstveröffentlichung: 26. September 2014 Achim Petry feat. Wolfgang Petry        |
| 2018 | Ich atme … und tschüss – Das letzte Album       | Erstveröffentlichung: 23. November 2018 Heino feat. Wolfgang Petry               |
| 2020 | Usjebomb 5Ö                                     | Erstveröffentlichung: 6. November 2020 Bläck Fööss feat. Wolfgang Petry          |

| Jahr | Titel Album                                                                   | Anmerkungen                                                    |
| ---- | ----------------------------------------------------------------------------- | -------------------------------------------------------------- |
| 1993 | Wer die Augen schließt (wird nie die Wahrheit seh’n) Lieder für die eine Welt | Erstveröffentlichung: 1993 als Teil von Mut zur Menschlichkeit |

## Promoveröffentlichungen
| Jahr | Titel Album                               | Anmerkungen                                                                                   |
| ---- | ----------------------------------------- | --------------------------------------------------------------------------------------------- |
| 1996 | Der Wolfgang Petry-Hitmix Alles           | Erstveröffentlichung: August 1996                                                             |
| 1998 | Jingle Bells Freude!                      | Erstveröffentlichung: November 1998 Original: James Lord Pierpont – The One Horse Open Sleigh |
| 1999 | Eine Muh, eine Mäh Freude!                | Erstveröffentlichung: November 1999 Original: Wilhelm Lindemann – Der Weihnachtsmann kommt    |
| 2004 | Typisch Frau, typisch Mann (Heia) Typisch | Erstveröffentlichung: August 2004                                                             |
| 2006 | Die Jahre mit euch 30                     | Erstveröffentlichung: September 2006                                                          |
| 2007 | Träum weiter –                            | Erstveröffentlichung: August 2007                                                             |
| 2015 | Spielerfrau Brandneu                      | Erstveröffentlichung: 22. Mai 2015                                                            |
| 2015 | Ich heb das Glas Brandneu                 | Erstveröffentlichung: 18. Juli 2015                                                           |
| 2016 | Der Letzte seiner Art 40 Jahre – 40 Hits  | Erstveröffentlichung: 23. Januar 2016                                                         |
| 2016 | Pflicht 40 Jahre – 40 Hits                | Erstveröffentlichung: 8. April 2016                                                           |
| 2016 | Musik ist mein Leben Die Jahre mit Dir    | Erstveröffentlichung: 23. September 2016                                                      |

## Boxsets
| Jahr | Titel Musiklabel                               | Höchstplatzierung, Gesamtwochen, AuszeichnungChartplatzierungen (Jahr, Titel, Musiklabel, Platzierungen, Wochen, Auszeichnungen, Anmerkungen) | Höchstplatzierung, Gesamtwochen, AuszeichnungChartplatzierungen (Jahr, Titel, Musiklabel, Platzierungen, Wochen, Auszeichnungen, Anmerkungen) | Höchstplatzierung, Gesamtwochen, AuszeichnungChartplatzierungen (Jahr, Titel, Musiklabel, Platzierungen, Wochen, Auszeichnungen, Anmerkungen) | Anmerkungen                            |
| Jahr | Titel Musiklabel                               | DE | AT | CH | Anmerkungen                            |
| ---- | ---------------------------------------------- | --- | --- | --- | -------------------------------------- |
| 1999 | Komplett Na klar! Records (BMG Ariola)         | DE72 (1 Wo.)DE | — | — | Erstveröffentlichung: 25. Oktober 1999 |
| 2017 | Den gibt’s nur einmal Coconut Records (Ariola) | — | — | — | Erstveröffentlichung: 30. Juni 2017    |

## Statistik

### Chartauswertung
Albumcharts
|                     | DE     | AT     | CH     |
| ------------------- | ------ | ------ | ------ |
| Nummer-eins-Alben   | DE5DE  | AT—AT  | CH—CH  |
| Top-10-Alben        | DE16DE | AT3AT  | CH1CH  |
| Alben in den Charts | DE35DE | AT13AT | CH14CH |

Singlecharts
|                       | DE     | AT    | CH    |
| --------------------- | ------ | ----- | ----- |
| Nummer-eins-Singles   | DE—DE  | AT—AT | CH—CH |
| Top-10-Singles        | DE2DE  | AT—AT | CH—CH |
| Singles in den Charts | DE33DE | AT—AT | CH1CH |

|                       | DE     | AT    | CH    |
| --------------------- | ------ | ----- | ----- |
| Nummer-eins-Singles   | DE—DE  | AT—AT | CH—CH |
| Top-10-Singles        | DE2DE  | AT—AT | CH—CH |
| Singles in den Charts | DE12DE | AT—AT | CH1CH |

|                       | DE     | AT    | CH    |
| --------------------- | ------ | ----- | ----- |
| Nummer-eins-Singles   | DE—DE  | AT—AT | CH—CH |
| Top-10-Singles        | DE2DE  | AT—AT | CH—CH |
| Singles in den Charts | DE12DE | AT—AT | CH1CH |

### Auszeichnungen für Musikverkäufe
| Platin-Schallplatte - Europa - 1998: für das Album Nie genug | 2× Platin-Schallplatte - Europa - 1999: für das Album Alles |

Anmerkung: Auszeichnungen in Ländern aus den Charttabellen bzw. Chartboxen sind in ebendiesen zu finden.
| Land/RegionAuszeichnungen für Musikverkäufe (Land/Region, Auszeichnungen, Verkäufe, Quellen) | Gold       | Platin       | Verkäufe    | Quellen                                                   |
| -------------------------------------------------------------------------------------------- | ---------- | ------------ | ----------- | --------------------------------------------------------- |
| Deutschland (BVMI)                                                                           | 15× Gold15 | 13× Platin13 | 8.725.000   | musikindustrie.de                                         |
| Europa (IFPI)                                                                                | —          | 3× Platin3   | (3.000.000) | ifpi.org (Memento vom 1. Januar 2014 im Internet Archive) |
| Österreich (IFPI)                                                                            | Gold1      | Platin1      | 75.000      | ifpi.at                                                   |
| Schweiz (IFPI)                                                                               | 2× Gold2   | Platin1      | 100.000     | hitparade.ch                                              |
| Insgesamt                                                                                    | 18× Gold18 | 18× Platin18 |             |                                                           |